# Černá v Pošumaví

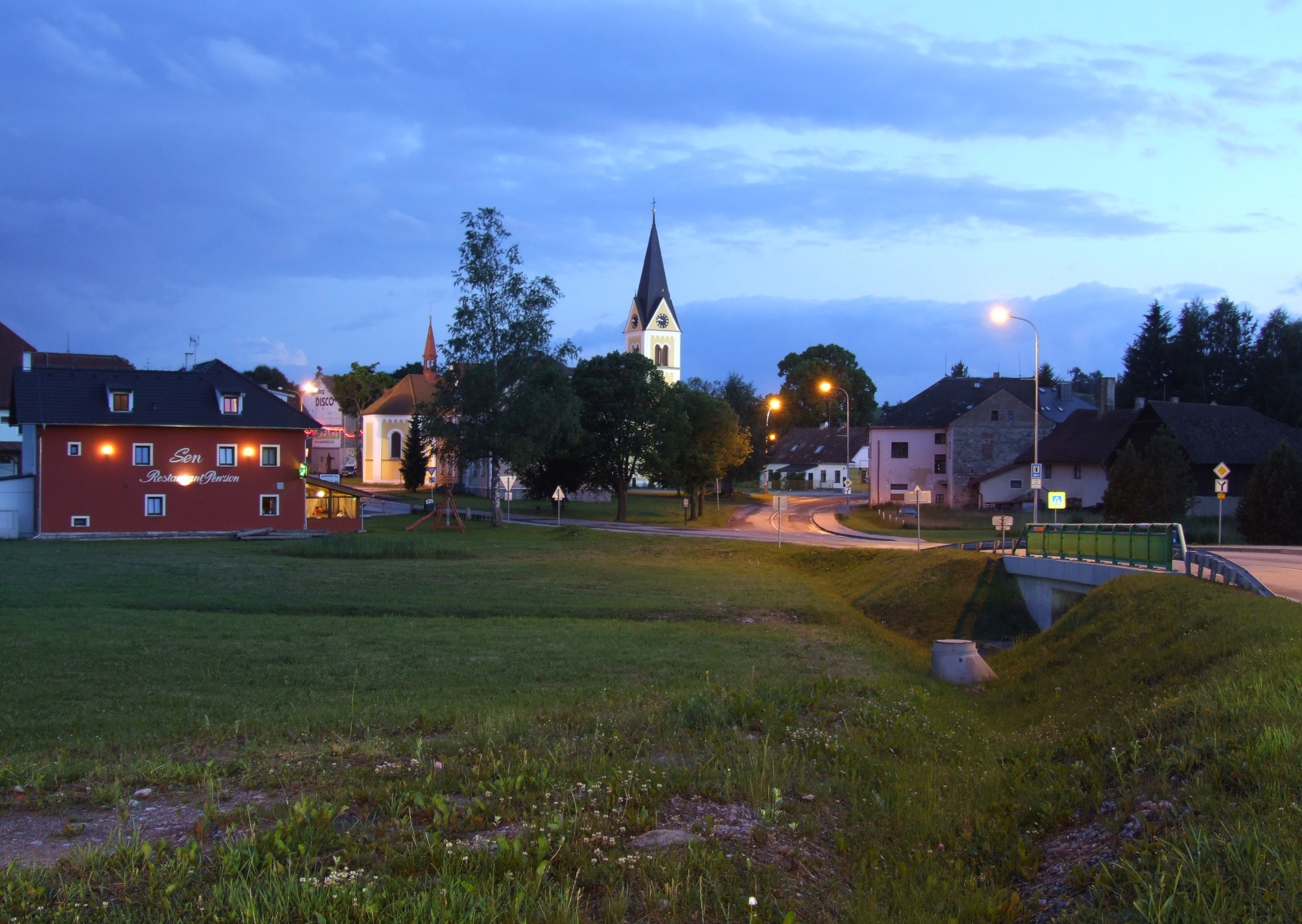
Černá v Pošumaví (Schwarzbach) bei Nacht

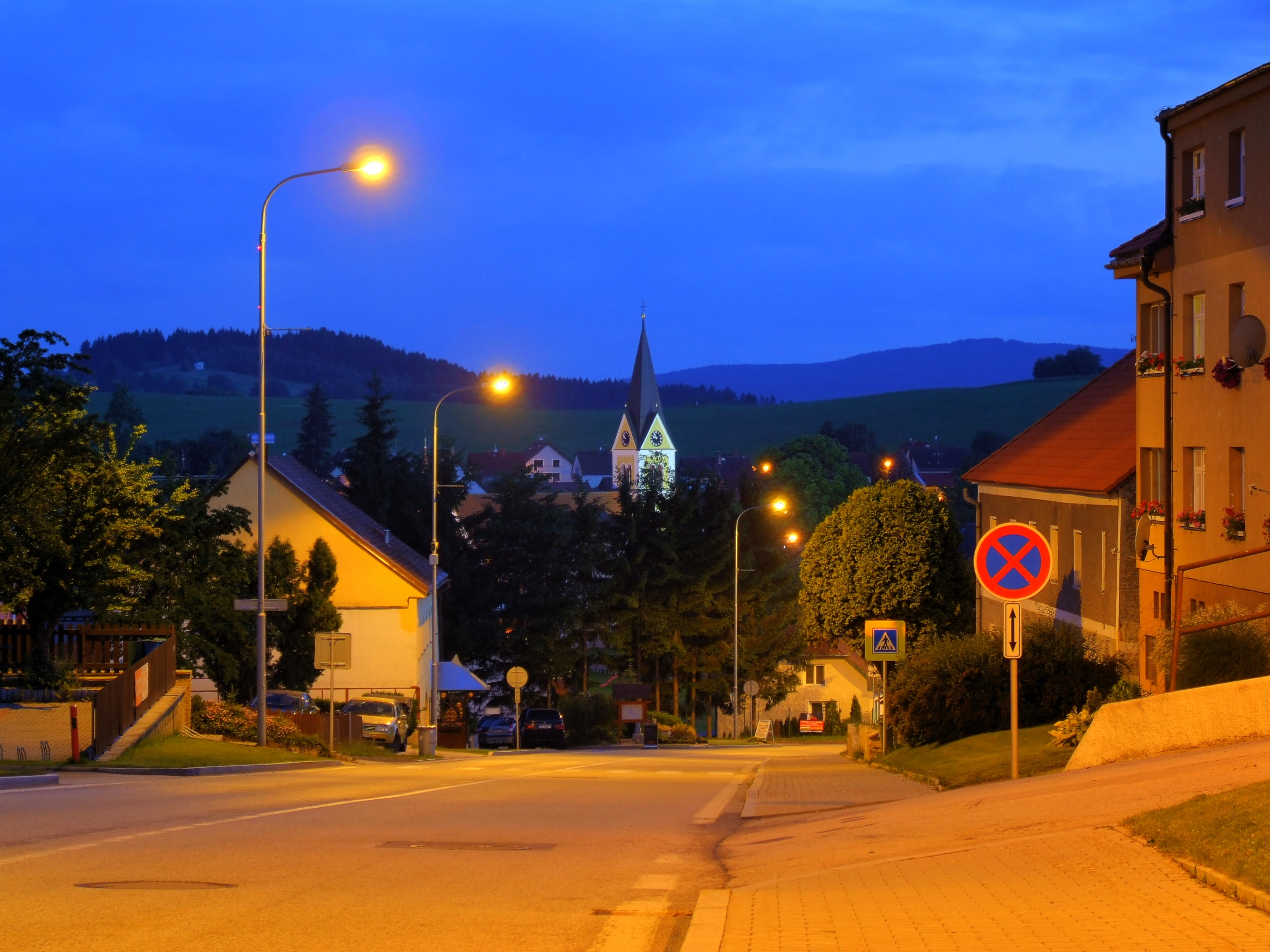
Černá v Pošumaví (Schwarzbach) bei Nacht

Černá v Pošumaví (deutsch Schwarzbach) ist eine Gemeinde in Tschechien. Sie liegt sieben Kilometer südöstlich von Horní Planá im Böhmerwald und gehört zum Okres Český Krumlov. Die Katasterfläche beträgt 5039 ha. Die Gemeinde liegt am Lipno-Stausees und ist für den Wassersport bekannt.

## Geographie
Der Ort befindet sich in 728 m n.m. beiderseits des Černý potok (Schwarzbach) am östlichen Ufer des Lipno-Stausees am Eingang in die Olšina-Bucht. Nordwestlich führt die Brücke der Staatsstraße 39 von Hořice na Šumavě nach Horní Planá über die Bucht, an deren gegenüberliegenden Ufer sich die Bahnstation Černá v Pošumaví der Strecke Český Krumlov – Volary befindet. Černá v Pošumaví ist Ausgangspunkt der Staatsstraße 163, die südlich in Richtung Frymburk nad Vltavou führt. Bei Dolní Vltavice besteht in den Sommermonaten eine Fährverbindung zur Wüstung Kyselov an das westliche Ufer des Stausees.
Nachbarorte sind Mokrá im Nordosten, Muckov im Osten, Plánička im Südosten, Bližná im Südwesten sowie Hůrka und Žlábek im Nordwesten.

### Gemeindegliederung
Die Gemeinde Černá v Pošumaví besteht aus den Ortsteilen
- Bližná (Eggetschlag)⊙,
- Černá v Pošumaví⊙
- Dolní Vltavice (Unterwuldau, ab 1918: Untermoldau)⊙,
- Mokrá (Mugrau)⊙,
- Muckov (Mutzgern)⊙ und
- Plánička (Planles)⊙.[5]

Zu Černá v Pošumaví gehören außerdem die Hüttenkolonien
- Jestřábí (Habichau H. [H. wohl für Haus oder Hof])⊙,
- Radslav (Rathschlag)⊙

sowie die Weiler, Einschichten und Feriensiedlungen
- Bednáře (Emmern)⊙,
- Hostínova Lhota (Hossenschlag)⊙
(250 m südöstlich des Siedlungsplatzes, westlich eines 836 m n.m. hohen Berges liegt das/der Hauer H. [H. wohl für Haus oder Hof]⊙),
- Jámy (Kohlgruben)⊙,
- Lesní Domky (auch: Plánička hájenka oder Plánička – Lesní Domky) (Waldhäuser)⊙,
- Rybáře (Fischbäckern)⊙,
- Slavkovice (Schlackern)⊙,
- U Baštýře⊙ und
- Ořechovka⊙.[5]

Auf Gemeindegebiet befinden sich zudem am Südwestufer des Lipnostausees nahe der österreichischen Grenze die Wüstungen
- Kyselov (Sarau)⊙ und
- Kozí Stráň (Geißleiten)⊙ etwa 400 m ostsüdöstlich des 769 m n.m. hohen Berges Kozí stráň⊙.[5]

Weitere aufgelassene Orte sind u. a. Kramolín (Gromling)⊙, Nová Lhota (Neustift)⊙, Hubenov (Hubene)⊙ und der Faschingův dvůr (Fasching Hof)⊙.
Grundsiedlungseinheiten sind Bližná, Černá v Pošumaví, Dolní Vltavice, Kyselov, Mokrá, Muckov und Plánička.
Der Bahnhof (tschechisch nádraží) „Černá v Pošumaví“ der Tschechischen Bahnen (ČD) befindet sich in der Ortschaft Hůrka (deutsch Stuben) der Gemeinde Horní Planá (deutsch Ober Plan), etwa 900 m südöstlich der Ortslage Stará Hůrka (d. h. „Alt“-Hůrka) und etwa 400 m westnordwestlich der früheren Graphitbergbaugrube.
Das Gemeindegebiet gliedert sich in die Katastralbezirke Černá v Pošumaví und Kyselov.

### Nachbargemeinden
|               | Polná na Šumavě                             | Hořice na Šumavě |
| Horní Planá   | Kompassrose, die auf Nachbargemeinden zeigt |                  |
| Aigen-Schlägl | Frymburk nad Vltavou                        | Světlík          |

## Geschichte
Die erste schriftliche Erwähnung des Dorfes erfolgte mit 27. März 1268 unter der Bezeichnung Na tscherne rece (Na černé řece / Am schwarzen Bach) in einer lateinischen Schenkungsurkunde des Hirz von Klingenberg an das Kloster Goldenkron. Hirz stammte aus dem Rheinland und wird im Tschechischen als Hrz ze Zvíkova bezeichnet. Ab etwa 1250 war er Burggraf von Klingenberg (Zvíkov) und starb am 13. März 1275.
Der Ort war dem Wirtschaftshof des Klosters Goldenkron in Mugrau (Mokrá) unterstellt. Nach der Zerstörung des Klosters durch die Hussiten im Jahre 1420 eignete sich Ulrich II. von Rosenberg den Ort an und verleibte ihn der Herrschaft Krummau ein. Sitz der niederen Gerichtsbarkeit wurde Unterwuldau (Dolní Vltavice). Im Urbar 1445 steht Szwarczpach. In Folge kommt auch die Bezeichnung Czerna für den Ort vor; ab 1502 (bis 1945) jedoch nur noch Schwarzbach in verschiedensten Schreibweisen. Seit 1510 hatte Schwarzbach einen Richter und 1585 erhielt der Ort eine eigne niedere Gerichtsbarkeit. Im Ort entstand ein Schloss und 1568 errichtete Jakob Krčín von Jelčany daneben die Schlossbrauerei und die Mühle. Durch Schwarzbach führte eine alte Handelsstraße, die Krummau mit Aigen und Passau verband.
In der zweiten Hälfte des 18. Jahrhunderts wurden bei Schwarzbach und Stuben (Hůrka) Graphitlager entdeckt. Die Einwohner gruben nach dem schwarzen Mineral, um es als Schmier- oder Schwärzungsmittel zu verwenden. 1767 wurde das Schwarzbacher Graphit in Prag bekannt und wenig später auch in Wien und dem benachbarten Bayern. Auf Grund des gestiegenen Interesses und erweiterter Verwendungsmöglichkeiten, nachdem Joseph Hardtmuth 1790 ein Verfahren zur Herstellung von Bleistiftminen aus Graphit entwickelt hatte, wurde 1811 das Mineral dem Bergregal unterstellt und Joseph Fürst von Schwarzenberg mutete die Graphitlager in seiner Herrschaft und begann im Jahr darauf mit dem bergmännischen Abbau. Abnehmer des Rohstoffes war Hardtmuth, dessen Unternehmen seinen Sitz von Wien nach Budweis verlegte und mit der Marke Koh-i-Noor Hardtmuth weltbekannt wurde. Auch im nahegelegenen Goldenkron wurden Bleistifte aus dem Graphit von Schwarzbach und Stuben gefertigt. Daneben exportierten die Graphitwerke das Mineral in viele Länder. 1841 lebten 341 Einwohner in Schwarzbach. Bis zur Ablösung der Patrimonialherrschaften blieb Schwarzbach der Herrschaft Krummau untertänig und wurde 1850 zur selbstständigen Gemeinde. Am Graphitbergwerk rechtsseitig des Olschbaches entstand die Bahnstation Schwarzbach-Stuben. Weitere Gruben befanden sich bei Eggetschlag (Bližná) und Mugrau (Mokrá). Um 1870 beschäftigte der Graphitbergbau in der Gegend etwa 1000 Bergarbeiter. Nach einem Preissturz wurden ab 1930 die Graphitförderung eingestellt und im Jahre 1942 die Schwarzenberger Bergwerksbetriebe aufgelöst. Nach der Verstaatlichung des Bergbaus im Jahre 1948 erfolgte die Wiederaufnahme der Grube „Václav“ in Bližná. Der Bergbau von Černá und Hůrka wurde nicht wieder aufgenommen. Durch den 1952 begonnenen Talsperrenbau an der Moldau wurde 1959 auch das Tal der Olšina (Olschbach) geflutet. Černá, dessen größtes Gewässer bis dahin der kleine Bach Černý potok (Schwarzbach) war, der nordwestlich des Dorfes in die Olšina mündete, wandelte sich seither in einen Erholungsort, an dem Campingplätze und Ferienunterkünfte entstanden.
Heute ist der Ort Černá v Pošumaví, der an der mit zehn Kilometern breitesten Stelle des Lipnostausees liegt, ein Wassersportzentrum des Sees.

### Bevölkerungsentwicklung
| Jahr | Gesamt | Männer | Frauen | Bližná | Černá | Dolní Vltavice | Mokrá | Muckov | Plánička |
| ---- | ------ | ------ | ------ | ------ | ----- | -------------- | ----- | ------ | -------- |
| 1869 | 2.029  | k. A.  | k. A.  | 261    | 378   | 540            | 433   | 202    | 215      |
| 1900 | 2.507  | k. A.  | k. A.  | 359    | 529   | 692            | 511   | 203    | 213      |
| 1930 | 2.442  | k. A.  | k. A.  | 364    | 533   | 670            | 451   | 194    | 230      |
| 1950 | 711    | k. A.  | k. A.  | 91     | 268   | 68             | 138   | 75     | 71       |
| 1961 | 750    | 400    | 350    | 120    | 367   | 31             | 85    | 79     | 68       |
| 1970 | 845    | 431    | 414    | 124    | 486   | 39             | 63    | 92     | 41       |
| 1980 | 807    | 419    | 388    | 93     | 561   | 23             | 41    | 69     | 20       |
| 1990 | 796    | 413    | 383    | 100    | 582   | 18             | 26    | 55     | 15       |

## Sehenswürdigkeiten
- Kirche der unbefleckten Empfängnis der Jungfrau Maria - Černá v Pošumaví⊙, 1799–1800 anstelle eines hölzernen Vorgängerbaus aus dem Jahre 1787 errichtet und zwischen 1901 und 1904 im neoromanischen Stil umgestaltet und mit einem Turm versehen;
- Statue des hl. Johannes Nepomuk;
- Kapelle bei Dolní Vltavice;
- Kapellchen Martersäule.

## Natur
Große Teile des Gemeindegebietes von Černá v Pošumaví liegen heute im Biosphärenreservat Šumava und zeichnen sich durch eine sehr artenreiche Natur aus.

## Persönlichkeiten
- Otto Fink (* 1920 in Fischbäckern; † 2000), Politiker, Bürgermeister von Freyung, Mitglied des Bayerischen Landtags